# Sarmas (obwód wołogodzki)
Sarmas (ros. Сармас) – osiedle w Rosji, w rejonie kiczmiengsko-gorodieckim obwodu wołogodzkiego. W 2021 r. było niezamieszkane.